# Laestrygones westlandicus
Laestrygones westlandicus là một loài nhện trong họ Toxopidae.
Loài này thuộc chi Laestrygones. Laestrygones westlandicus được miêu tả năm 1970 bởi Raymond Robert Forster.